# Etadunna Airport
Etadunna Airport är en flygplats i Australien. Den ligger i delstaten South Australia, omkring 690 kilometer norr om delstatshuvudstaden Adelaide.
Trakten runt Etadunna Airport är nära nog obefolkad, med mindre än två invånare per kvadratkilometer.. Det finns inga samhällen i närheten.
Trakten runt Etadunna Airport är ofruktbar med lite eller ingen växtlighet. Genomsnittlig årsnederbörd är 187 millimeter. Den regnigaste månaden är februari, med i genomsnitt 57 mm nederbörd, och den torraste är oktober, med 1 mm nederbörd.